# Lithoplocamia tuberculata
Lithoplocamia tuberculata är en svampdjursart som beskrevs av Gustavo Pulitzer-Finali 1993. Lithoplocamia tuberculata ingår i släktet Lithoplocamia och familjen Raspailiidae. Inga underarter finns listade i Catalogue of Life.